# Dennis Kruppke
Dennis Kruppke (ur. 1 kwietnia 1980 w Münster) – niemiecki piłkarz grający na pozycji ofensywnego pomocnika lub skrzydłowego. W Bundeslidze rozegrał 69 spotkań i zdobył 2 bramki.